# Schwarzschild-Kriterium
Das Schwarzschild-Kriterium beschreibt eine Atmosphäre, wo eine Grenze zwischen einer tieferen Schicht mit Konvektion und einer äußeren Schicht mit geringer Konvektion (bei der Erde Tropopause) vorhanden ist.
Beim Wärmetransport durch einen Körper tritt immer ein Temperaturgradient auf – auch wenn der Körper die Atmosphäre ist. In der treibhausgashaltigen Atmosphäre geschieht dieser Wärmetransport teilweise durch Strahlungstransport. Solange die Dichte der Treibhausgase gering ist (äußere Schicht), ist auch der Temperaturgradient klein. Mit zunehmender Dichte der Treibhausgase wird der strahlungsbedingte Temperaturgradient immer größer und schließlich setzt Konvektion ein (tiefere Schicht). Das hat Schwarzschild 1906 erkannt.

## Erklärung
Ursachen dieser zwei unterschiedlichen Bereiche:
Bei einem geringen Temperaturgradienten erfolgt der Wärmetransport nur durch Strahlungstransport. Deswegen herrscht unter diesen Bedingungen Strahlungsgleichgewicht.
Das Gleichgewicht bei Konvektion wird als adiabatisches Gleichgewicht bezeichnet.
Durch die Druckabnahme bei vertikaler Konvektion aufwärts kühlt ein Gas ab – speziell bei adiabatischer Konvektion infolge adiabatische Zustandsänderung. Bei der adiabatischen Konvektion ist ein Mindestwert des Temperaturgradienten erforderlich. Ist der Temperaturgradient kleiner als der Mindestwert (äußere Schicht) wird eine Störung der Verteilung (d. h. im Strahlungsgleichgewicht) gedämpft: ein aufsteigendes Luftpaket wird kühler, aber kühler als die umgebende Luft. Damit wird das Luftpaket schwerer als die umgebende Luft und fällt in die Ruhelage zurück. Anders wäre es, wenn die abgekühlte Luft des Luftpaketes immer noch wärmer als die abgekühlte Umgebungsluft ist, d. h. der Auftrieb bleibt und das Luftpaket entfernt sich immer weiter von der Ruhelage (adiabatisches Gleichgewicht).
Das Schwarzschild-Kriterium gilt dort, wo die Temperaturgradienten sich so ändern, dass keine Rückkehr in die Ruhelage, sondern die steigende Entfernung von der Ruhelage erfolgt.
Wenn der adiabatische Temperaturgradient größer ist als es der strahlungsbedingte Temperaturgradient wäre, dann ist nur der adiabatische Temperaturgradient zu messen, der strahlungsbedingte Temperaturgradient ist dann nur eine rechnerische Größe (aber größer als der adiabatische).